# قارچ پفی

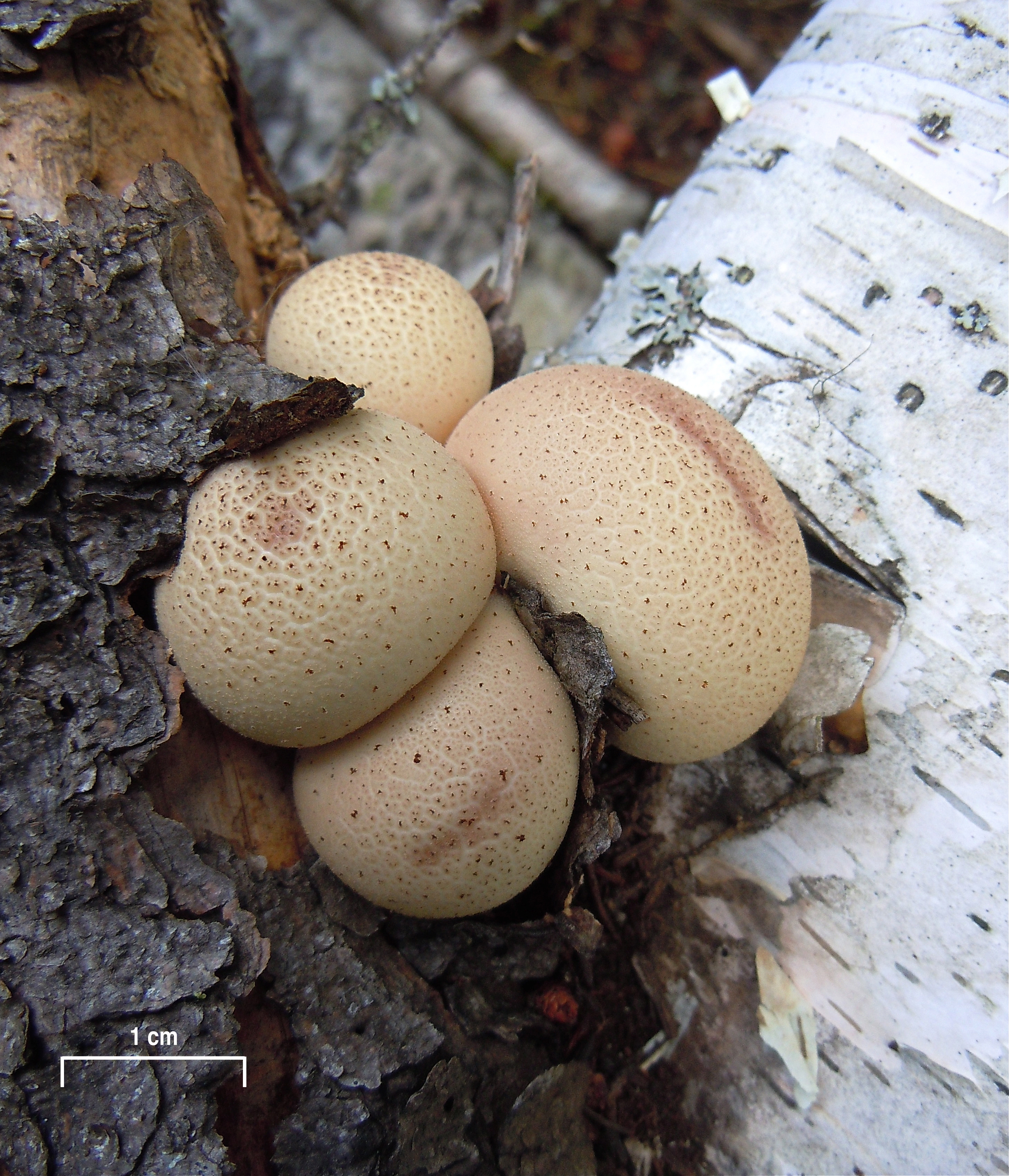

قارچ پُفی (انگلیسی: Puffball) نامی است که برای چندین گروه از قارچ‌های چتری به‌کار می‌رود. ویژگی این قارچ‌ها این است که کلاهک باز و تیغه‌های حامل هاگ ندارند، در عوض، هاگ‌های آن‌ها در درون‌شان و در یک تنه کروی به نام gasterothecium تولید می‌شوند.